# Valerio Evangelisti
Valerio Evangelisti (Bolonha, 20 de junho de 1952 – Bolonha, 18 de abril de 2022) Foi um escritor, ensaísta e cartunista italiano. Era principalmente um escritor contemporâneo de ficção científica, fantasia e terror, que ele misturava nas suas obras. Ele é mais conhecido pela série de romances do inquisidor Nicolas Eymerich e pela trilogia de Nostradamus. Ele foi best-seller em diversos países da Europa, como Espanha, França e Itália. Seus livros foram traduzidos para mais de 20 idiomas.

## Biografia
Vivia parte do ano na cidade de Bolonha, Itália e parte em Puerto Escondido, no México, onde também tinha residência.
Formou-se em Ciências Políticas pela Universidade de Bologna também além dos livros de ficção, é autor de diversos livros acadêmicos, sobre a história do movimento operário e sobre grupos revolucionários. Ativista de esquerda, chegou a ser candidato ao parlamento europeu em 2006 pela Lista Anticapitalista (formada por diversas organizações comunistas e socialistas italianas).
Evangelisti também teve militância política na Federazione della Sinistra (Federação das Esquerdas) e foi diretor e fundador da revista literária Carmilla on line (sobre literatura e política).
No final de 2009, na sequência de uma anomalia detectada durante um exame dentário, foi-lhe diagnosticado um tumor do sistema linfático. Ele alcançou a remissão completa no final de 2010, após vários ciclos de quimioterapia e depois uma operação cirúrgica para remover um pulmão. Ele contou a experiência no conto "Day Hospital", publicado em 2011 na série Inediti d'Autore do Corriere della Sera. A história foi expandida para um volume com o mesmo título em 2012.

### Morte
Ele morreu em Bolonha em 18 de abril de 2022, aos 69 anos.

### Série do Eymerich
- Nicolas Eymerich, inquisitore 1994 no Brasil: O Inquisidor (Conrad, 2006)
- Le catene di Eymerich 1995 no Brasil: As Correntes da Inquisição (Conrad, 2007)
- Il mistero dell'inquisitore Eymerich 1996
- Il corpo e il sangue di Eymerich 1996
- Cherudek 1997
- Picatrix. La scala per l'inferno 1998
- Metallo urlante 1998
- Il castello di Eymerich 2001
- Mater Terribilis 2002.
- La Sala dei Giganti 2006
- La luce di Orione 2007
- Rex tremendae maiestatis 2010
- Eymerich risorge 2017
- Il fantasma di Eymerich 2018

### Série do Pantera
- Metallo urlante 1998 (antologia)
- Black Flag 2002 no Brasil: mesmo nome (Conrad, 2005)
- Antracite 2003

### Trilogia do Magus
- Il presagio 1999 no Brasil: Magus, O Presságio (Bertrand, 2001)
- L'inganno 1999 no Brasil: Magus, A Astúcia (Bertrand, 2001)
- L'abisso 1999 no Brasil: Magus, O Abismo (Bertrand, 2002)

### Trilogia Sindicalismo Americano
- Antracite 2003 ISBN 88-04-52061-2
- Noi saremo tutto 2004
- One Big Union 2011

### Série da Revolução Mexicana
- Il collare di fuoco 2005
- Il collare spezzato 2006

### Série da Pirataria
- Tortuga 2008 no Brasil: mesmo nome (Veneta, 2021)
- Veracruz 2009
- Cartagena 2012

### SérieIl sole dell'avvenire
- Il sole dell'avvenire. Vivere lavorando o morire combattendo 2013
- Il sole dell'avvenire. Chi ha del ferro ha del pane 2014
- Il sole dell'avvenire. Nella notte ci guidano le stelle 2016

### Livros isolados
- 1849. I guerrieri della libertà 2019
- Gli anni del coltello 2021